# سي بي يو-87
سي بي يو-87 (بالإنجليزية: CBU-87 Combined Effects Munition)‏: هي قنبلة جوية من القنابل العنقودية، والتي تستخدمها القوات الجوية الأمريكية، طورتها شركتي ايروجت / هانيويل. وأدخلت الخدمة في عام 1986 لتحل محل القنابل العنقودية الأقدم والتي استخدمت في حرب فيتنام . CBU لتقف على وحدة القنابل العنقودية. 